# الهنادي (سوريا)
تبدو بلدة الهنّادي للناظر إليها من بعيد عبارة عن بيت ضمه بستان وهي تظهر كذلك حقا من فوق أوتوستراد اللاذقية – جبلة – دمشق عند المدخل الجنوبي لمدينة اللاذقية إنها مزرعة حمضيات كبيرة وبلدة ومركز ناحية إدارية كبيرة تضم 28 قرية ومزرعة وتتبع منطقة محافظة اللاذقية

## أصل التسمية
وحول اسم البلدة يروى بأنها حملت في ما مضى اسم: قلعة سنبالو ثم سكنت فيها قبيلة عربية أو فرع من فروعها وهي قبيلة / الهنيدي / التي لا تزال تحمل اسمها الجميل هذا. أما فعل هنّد فيعني شحذ، وهنّد السيف: شحذه وصقله. وللذكر فقلما يصلح اسم بلدة في محافظة اللاذقية ليتخذ اسم علم مؤنث جميل كما هو اسم الهنّادي , مع فارق بسيط يظهر في تشديد النّون في اسم البلدة وتخفيف لفظها في اسم العلم، وثمة أسماء أخرى عديدة تشتق منه: مثل هند ومهند وهناد إضافة إلى هنادي.

## الموقع والجغرافيا
الهنّادي إحدى بلدات السهل الساحلي ومن أكبرها وأقربها إلى مدينة اللاذقية حيث تتوضع القرية على بعد/ 6 كم / جنوب شرق مدينة اللاذقية، يحلق حولها نهران هما: نهر الكبير الشمالي شمالاً ونهرالصنوبر جنوبا ويحدها البحر المتوسط من جهة الغرب، كما تتاخمها قرى الشير والخلالة شمالاً والصنوبر جنوباً وفديو شرقاً والبصة من جهة الغرب. وهي ترتفع /78 متراً / فوق مستوى سطح البحر، من على مصطبة ساحلية وسطى قطعتها الوديان وأعطتها شكلاً متموجاً تميل نحو الجنوب الغربي وهي تشرف على سطوح كلسية ذات مستويات مختلفة عائدة إلى أرصفة بحرية عديدة، بينما تتوضع التربة السوداء الخصبة في الوهدات والجوانب الأخرى من البلدة لا سيما في الشرق منها وفي وادي المدرج.
والهنّادي أيضا هي مركز ناحية تتبع لها 28 قرية، وتحيط بناحية الهنّادي كل من ناحية الفاخورة من الجنوب وناحية المزيرعة من الشرق بينما تحدها ناحية محافظة اللاذقية من الجهتين الشمالية والغربية

## السكان والعمران
يبلغ عدد السكان المسجلين /7500نسمة / تقريباً وذلك بموجب إحصاءات عام 2010. وبدأ حديثاً توافد عدد كبير للسكن في القرية وذلك لقربها من جامعة تشرين ومدينة اللاذقية.
كانت بيوت الهنّادي القديمة متجمعة حول مياه عين الدقاقة. ومبنية من الحجروالخشب والطين، ثم تطورت إلى مساكن حديثة في أماكنها القديمة وسط منطقة زراعية سهلية خصبة ذات ترب ملونة.
أما الآن، فقد تبعثرت المساكن فيها على امتداد الطريق الذي يصلها بالمدينة والقرى المجاورة وضمن الأراضي الزراعية وبساتين الحمضيات وظهرت فيها عدد من الفيلات والبيوت المتعددة الطوابق وسط البساتين والحدائق.. وذلك وفق مخطط عمراني حديث بلغت مساحته 48هكتاراً.
كما انعكس تعدد النشاطات الاقتصادية وارتفاع المداخيل الأسرية على شكل المساكن وطرازها ومواد بنائها وقد أدى وجود المرافق وتوفر شبكات الخدمات فيها إلى استقرار أبناء البلدة واجتذاب سكان جدد إليها والحد من هجرة السكان منها..

## لمحة تاريخية
يعتبر موقع الهنّادي أفضل نموذج لمراكز ماقبل التاريخ في سورية حيث تحتفظ بأفضل تشكيلة مورفولوجية في القطر دالة على شاطئ قديم للبحر المتوسط الذي وجدت آثاره فيه وتعود الأدوات المكتشفة تلك إلى 300ألف سنة خلت وتعد أكثر دقة في التصنيع من الأدوات المكتشفة في مواقع أخرى سابقا.
يعود عصر الهنّادي إلى العصر الجاف الثاني، ويعد أهم تشكيلة بحرية في سورية شاهدة لاتزال آثارها باقية في البلدة وفي قرية الخلالة المجاورة; وهي بلدة تاريخية أثرية حيث يعد تل الهنّادي أحد التلال الأثرية المسجلة في الساحل السوري. وتكثر الآثار الظاهرة والمطمورة في البلدة ويعد منها:
- تل الحرشة: الواقع إلى الجنوب من البلدة، وتعلوه غابة من الأشجار المعمرة المسماة / الحرشة / في اللهجة العامية السائدة وتظهر فوقه القبور القديمة، وأول ما يطالع المرء فيه الانتشار الكثيف لقطع الفخار والصوان المتناثرة، وإلى الشمال منه تنتشر البواطيس البازلتية العديدة التي كانت تستخدم فيما مضى لقشر الحبوب وكسر الزيتون وعصر الكرمة. ويسمى الموقع أيضاً قلعة سنبالو وأضرحته: أضرحة مشايخ سنبالو..
- الخرب: تتوزع في القرية الكثير من الخرائب العمرانية ومنها خربة المدرج.. وقد تلاشت جميعها بسبب الامتداد العمراني فوقها، ويدل الوجود الكثيف للخرب في الهنّادي على قيام مستوطنات زراعية هامة فيها منذ أقدم العصور. إن ما يؤكد قدم إعمار الهنّادي أيضا كثرة وجود آثار القنوات المائية الرومانية فيها كالنفق المائي المخرب الذي يعتقد بأنه كان نهاية قناة جرت مياه عين الدقاقة فيها ’ وقد وفرت ينابيع المياه لساكني الهنّادي استمراراً في البقاء والعطاء عبر التاريخ، ومن تلك العيون الكثيرة المنتشرة يذكر:
- عين الدقاقة: وهي أغزر العيون، وتشكل وادياً يسمى وادي المدرج، ينتهي غرباً ليصب في البحر المتوسط مسايراً للبلدة من جهة الجنوب، وقد كانت القرية القديمة متجمعة في الأساس بالقرب منها، وهي مبنية من الحجر القطع الكبير، وإلى الجنوب منها تبدو بقايا القناة الرومانية القديمة المذكورة آنفاً. وقد كانت هذه العين تستخدم كحمام لأهل البلدة حتى عهد قريب، وقبل أن تنضب منها المياه.

ومن العيون الأخرى المتدفقة في في أراضي البلدة: عين الربيع الواقعة شمالي البلدة وهي دائمة الجريان وثمة آثار دراسة مطمورة بالقرب منها – عين الجاج – نبع الشاغور – عين الخميس – ونبع البارد الذي غاضت مياهه – نبع مقطع الراوي.
وفي مجال التاريخ أيضاً يذكر الجامع القديم الذي يتوسط البلدة والذي اتخذ سابقاً كمدرسة رشدية أيام الاحتلال العثماني لسوريا، ويتألف من ثلاث غرف يقوم المحراب في الغرفة القبلية منها ويستخدم اليوم دار حضانة للأطفال باسم روضة أشبال الباسل. كما تزخر البلدة بالآثار الإسلامية المقدسة منها:
ضريح الشيخ يوسف، ضريح الشيخ خضر، أضرحة مشايخ الترب أو مزارات المشايخ / مشايخ سنبالو / والمقبرة القديمة الدارسة الواقعة ضمن غابة سنديان وبلوط معمرة كبيرة.

## الزراعة
تعد قرية الهنّادي من أخصب البلدات تربة وأوفرها غلالاً، ويعمل السكان بزراعة الأراضي التابعة لهم والبالغة مساحتها / 600هكتار / والزراعة فيها كثيفة مروّاة، وأهم منتجاتهم الزراعية: الحمضيات والخضر الباكورية بمختلف أنواعها والزيتون، وتبلغ مساحة البساتين المزروعة والمغروسة فيها / 4560 دونماً / تغطيها أشجار الحمضيات والزيتون والخضر وهي تروى بمياه الآبار الارتوازية، وتنتج سنوياً ما يقارب / 20000 / طنا من الحمضيات، وقد توسعت زراعة الحمضيات بعد ثبات نجاحها وإجادتها فيها، وغدت الزراعة الأساسية فيها، وتزداد المساحة المزروعة الحمضيات فيها باضطراد، إلى أن بلغت / 3285 دونماً / عام 2008 م وبذلك تتعطر أراضي وأجواء البلدة برائحة زهر الليمون وثمره وورقه على مدى الفصول.
كما يوجد في البلدة مركز زراعي (مركز الهنادي الزراعي) لإنتاج غراس جميع أصناف الحمضيات بمجموعاتها الثلاث (البرتقال – اليوسفي – الحامض) وهو من المراكز المتقدمة في القطر وقد تأسس عام 1963 م وكان المركز في بدايته يعتمد على إنتاج غراس التفاحيات واللوزيات بشكل رئيسي ثم أخذت زراعة الحمضيات بالانتشار الواسع فأصبحت محور عمل المركز وأساس خططه الإنتاجية..
كذلك تجري في مركز بحوث الهنّادي التجارب لتحسن أصناف الغراس إضافة لوجود مشتل زراعي حراجي يتبع لمديرية الزراعة باللاذقية، كما يقوم فيها مقر مصلحة الأراضي ومركز تربية الأعداء الحيوية وهما يتبعان مديرية الزراعة أيضاً.

## المرافق الخدمية
تم احداث مجلس بلدة الهنّادي بتاريخ 17/11/1991, وللبلدية مهام كثيرة منها منح تراخيص البناء وإفراز العقارات وتخديم كافة أنحاء البلدة بخطووط صر صحي وأجهزة إنارة شاريعة، والقيام بتنظيف وترحيل النفايات المنزلية بشكل يومي والحفاظ على الملك العام وتحرير الطرق من التعديات وزراعة الأشجار والورود على جوانب الطرق العامة وتنظيم وتوثيق عقود الإيجار.
كما توجد فيها روضة أطفال ومدارس للمراحل التعليمية كافة وسوق واسع يضم العديد من المحلات الحرفية والتجارية، كما يوجد جمعية فلاحية تعاونية ومركز مياه الشرب، وحديثا تم إنشاء ملعب كرة قدم خاص من أحد سكان القرية.
كما تتصل البلدة بمدينة اللاذقية التي تبعد عنها مسافة 6كم عبر الأوتوستراد (ا للاذقية – دمشق) الذي يمر ضمن اراضيها ويبعد عن مركز البلدة مسافة 500م لتمتد هذه المسافة بعد الأتستراد مسافة 500 متر أخرى لتصل إلى مفرق البلدة القديم وهي طريق جميلة معبدة وتشتهر بقنطرتها القديمة التي بنيت منذ العهد الفرنسي وهي عبّارة مبنية من الحجر فوق ساقية الهنادي وتقع هذه العبارة بين جسري الاوتوستراد والسكة الحديدية التي تعبر أيضا في القسم الجنوبي الغربي من البلدة
وهناك طريق قديم للبلدة هي طريق اللاذقية –دمشق القديم نفسها كذلك تؤمن البلدة حاجاتها من مياه الشرب والسقي بواسطة الآبار ونبعي ماء الدقاقة والراوي كما تم جر المياه إليها من نبعي ديفة الغزير ومياه نهر السن.
كذلك توجد على جانبي الأتستراد في أراضي البلدة جملة من الشركات والمؤسسات والمنشآت الاقتصادية والتجارية والخدمية المختلفة.

## التعليم
توجد في قرية الهنّادي مدرسة للتعليم الأساسية، وأخرى للتعليم الاعدادي والثانوي، كما يوجد في القرية روضة حكومية وأخرى خاصة. وتعتبر الهنّادي (كباقي قرى محافظة اللاذقية) من القرى الخالية من الأمية (لمن هم دون الـ 65 من العمر) وتتمتع بنسبة تعليم وثقافة عالية، وهناك نسبة كبيرة من الجامعيين فيها وعدد كبير من الاطباء والمهندسين، كما تضم عدد مميز من حملة شهادة الدكتوراه في مختلف الاختصاصات.

## صور من الهنّادي
|  |  |  |  |

|  |  |  |  |

|  |  |  |

## الوصلات والمراجع
- خريطة الهنّادي على الغوغل ماب

https://maps.google.com/?ll=35.512073,35.87358&spn=0.023929,0.045447&t=h&z=15
- صفحة قرية الهنّادي على الفيسبوك

https://www.facebook.com/pages/قرية-الهنّادي/175963675792726?ref=hl
- موقع الهنّادي ملتقى الطيبين:

http://www.alhnnadi.com/portal/
- محافظة اللاذقية http://ar.wikipedia.org/wiki/اللاذقية_(محافظة)
- مجموعة (جروب) بلدة الهنّادي على الفيسبوك

https://www.facebook.com/groups/alhnnadi/?fref=ts